# Achelous (flod)
Achelous (græsk: Αχελώος, oldgræsk: Ἀχελῷος Akhelôios), også Acheloos, er en flod i det vestlige Grækenland. Den er 220 km lang. Det dannede grænsen mellem antikkens regioner Acarnania og Aetolia. Den løber ud i Det Joniske Hav . I gamle tider blev dets ånd æret som flodguden Achelous.
Herodot, sammenlignede den endda med Nilen idet han henviste Acheloos-flodens kyststransformerende kraft, i denne henseende:
'Der er også andre floder, som, selvom de ikke er så store som Nilen, har haft betydelige resultater. Især (selvom jeg kunne nævne andre), er der Achelous, der strømmer gennem Acarnania i havet og allerede har gjort halvdelen af Echinades-øerne til fastland. ' (2.10, trans. Waterfield)
Det siges tidligere at været kaldt Thoas, Axenus og Thestius

## Flodens løb
Floden Achelous begynder i omkring 2.000 meters højde på den østlige skråning af Lakmos-bjerget i Pindus- området nær landsbyen Anthousa i den vestligste del af præfekturet Trikala . En af dens første bifloder er Aspropotamos, hvilket betyder den hvide flod.
Floden flyder generelt sydpå og udgør en del af grænsen mellem de regionale enheder i Arta og Trikala, som også er grænsen mellem Epirus og Thessalien. Længere nedstrøms danner den grænsen mellem Arta og Karditsa og yderligere Aetolien-Acarnanien og Evrytania. Floden løber ind i Kremasta-reservoiret, som også får vand fra floderne Agrafiotis og Megdovas.
Ved udløbet fra Kremasta-reservoiret løbere floden mod sydvest ind i Aetolien-Acarnanien og ud i Kastraki- reservoiret vest for Panaitoliko-området. 10 til 15 kilometer nedstrøms fra denne sø, strømmer den ind i Stratos-reservoiret. Længere nedstrøms løber den gennem lavlandet vest for Agrinio. Den løber endelig ud i Det Joniske Hav 29 km vest for Missolonghi.

### Dæmninger
Der er fem dæmninger over floden. Fra opstrøms til nedstrøms er der Mesochora-dæmningen, som blev færdigbygget i 2001. Nedenfor er Sykia-dæmningen. Længere nede er Kremasta (1965), Kastraki (1969) og Stratos-dæmningen (1989).